# 2008-as DTM-szezon
A 2008-as Deutsche Tourenwagen Masters-szezon volt a bajnokság kilencedik szezonja. Tizenegy versenyből állt, április 13-án vette kezdetét a Hockenheimringen, és ugyanott ért véget október 26-án. A bajnokságot a német Timo Scheider nyerte a brit Paul di Resta és a címvédő svéd Mattias Ekström előtt.

## Versenynaptár
|                         | Helyszín                | Dátum          | Győztes versenyző | Győztes márka |   |
| ----------------------- | ----------------------- | -------------- | ----------------- | ------------- | - |
| Präsentation Düsseldorf | Präsentation Düsseldorf | Április 6.     | -                 | -             | - |
| 1                       | Hockenheimring          | Április 13.    | Mattias Ekström   | Audi          |   |
| 2                       | Oschersleben            | Április 20.    | Timo Scheider     | Audi          |   |
| 3                       | Mugello                 | Május 4.       | Jamie Green       | Mercedes      |   |
| 4                       | EuroSpeedway            | Május 18.      | Paul di Resta     | Mercedes      |   |
| 5                       | Norisring               | Június 29.     | Jamie Green       | Mercedes      |   |
| 6                       | Zandvoort               | Július 13.     | Mattias Ekström   | Audi          |   |
| 7                       | Nürburgring Short       | Július 27.     | Bernd Schneider   | Mercedes      |   |
| 8                       | Brands Hatch Indy       | Augusztus 31.  | Timo Scheider     | Audi          |   |
| 9                       | Catalunya Short         | Szeptember 21. | Paul di Resta     | Mercedes      |   |
| 10                      | Le Mans Bugatti         | Október 5.     | Mattias Ekström   | Audi          |   |
| 11                      | Hockenheimring          | Október 26.    | Timo Scheider     | Audi          |   |

## Csapatok és versenyzők
| Rajtszám | Versenyző         | Autó                       | Csapat                         |
| -------- | ----------------- | -------------------------- | ------------------------------ |
| 1        | Mattias Ekström   | Audi A4 DTM 2008           | Audi Sport Team Abt Sportsline |
| 2        | Martin Tomczyk    | Audi A4 DTM 2008           | Audi Sport Team Abt Sportsline |
| 3        | Bruno Spengler    | AMG-Mercedes C-Klasse 2008 | Mercedes-Benz Bank AMG         |
| 4        | Paul di Resta     | AMG-Mercedes C-Klasse 2008 | AMG Mercedes                   |
| 5        | Jamie Green       | AMG-Mercedes C-Klasse 2008 | Salzgitter AMG Mercedes        |
| 6        | Bernd Schneider   | AMG-Mercedes C-Klasse 2008 | Original-Teile AMG Mercedes    |
| 7        | Gary Paffett      | AMG-Mercedes C-Klasse 2007 | stern AMG Mercedes             |
| 8        | Mathias Lauda     | AMG-Mercedes C-Klasse 2007 | AMG Mercedes                   |
| 9        | Tom Kristensen    | Audi A4 DTM 2008           | Audi Sport Team Abt            |
| 10       | Timo Scheider     | Audi A4 DTM 2008           | Audi Sport Team Abt            |
| 11       | Ralf Schumacher   | AMG-Mercedes C-Klasse 2007 | TRILUX AMG Mercedes            |
| 12       | Maro Engel        | AMG-Mercedes C-Klasse 2007 | JungeSterne AMG Mercedes       |
| 14       | Alexandre Prémat  | Audi A4 DTM 2007           | Audi Sport Team Phoenix        |
| 15       | Oliver Jarvis     | Audi A4 DTM 2007           | Audi Sport Team Phoenix        |
| 16       | Susie Stoddart    | AMG-Mercedes C-Klasse 2007 | TV Spielfilm AMG Mercedes      |
| 18       | Mike Rockenfeller | Audi A4 DTM 2007           | Audi Sport Team Rosberg        |
| 19       | Markus Winkelhock | Audi A4 DTM 2007           | Audi Sport Team Rosberg        |
| 20       | Katherine Legge   | Audi A4 DTM 2006           | Futurecom TME                  |
| 21       | Christijan Albers | Audi A4 DTM 2006           | Futurecom TME                  |

## Végeredmény

### Versenyzők

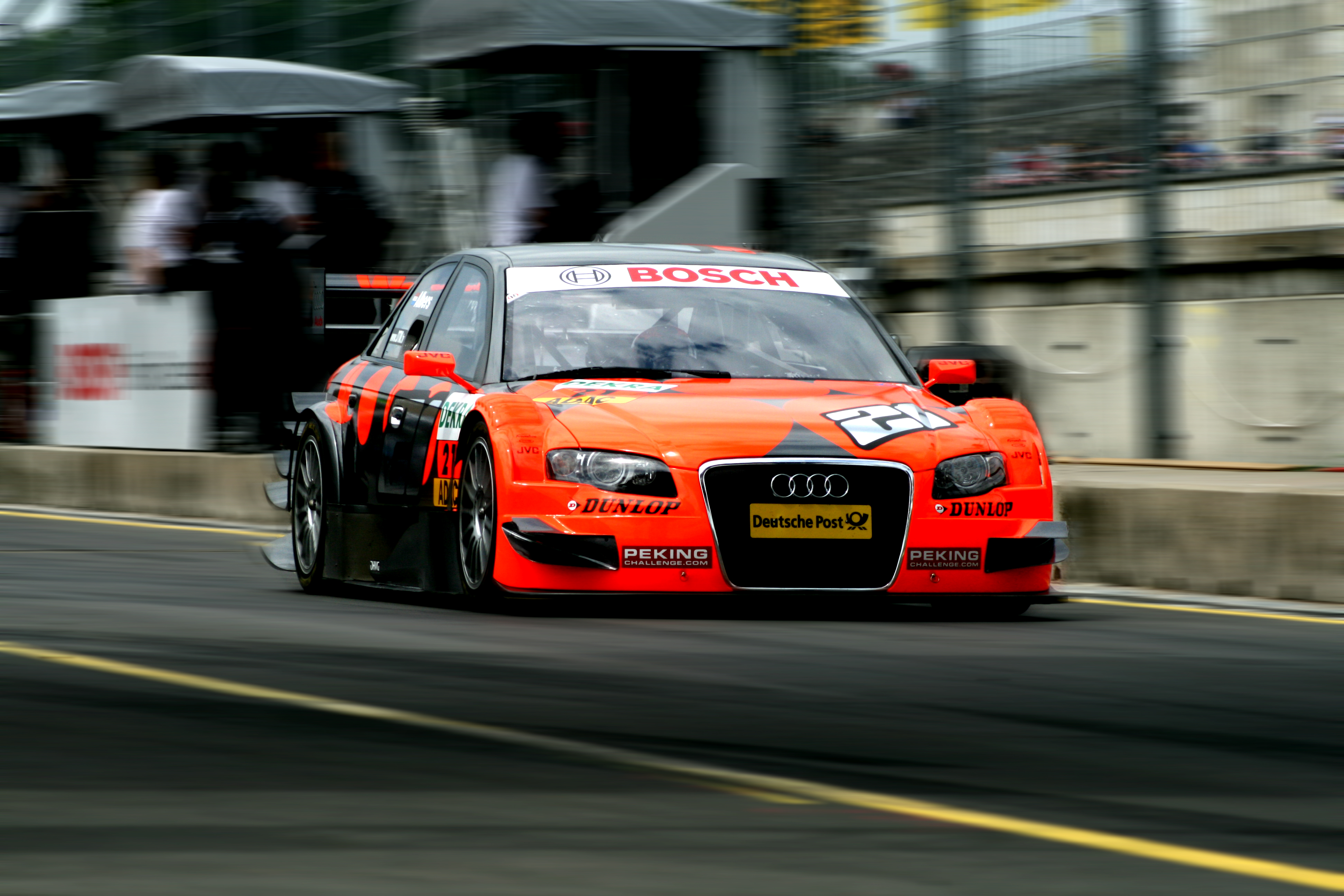
Christijan Albers a Norisring-i futamon

Pontozás:
| Helyezés | 1. | 2. | 3. | 4. | 5. | 6. | 7. | 8. | 9.- |
| -------- | -- | -- | -- | -- | -- | -- | -- | -- | --- |
| Pontok   | 10 | 8  | 6  | 5  | 4  | 3  | 2  | 1  | 0   |

| Helyezés | Versenyző         | HOC | OSC | MUG | EUR | NOR | ZAN | NUR | BRA | CAT | FRA | HOC | Pont |
| -------- | ----------------- | --- | --- | --- | --- | --- | --- | --- | --- | --- | --- | --- | ---- |
| 1        | Timo Scheider     | 2   | 1   | 10  | 2   | 3   | 2   | 5   | 1   | 2   | 6   | 1   | 75   |
| 2        | Paul di Resta     | 13  | 4   | 2   | 1   | 5   | 7   | 2   | 2   | 1   | 2   | 2   | 71   |
| 3        | Mattias Ekström   | 1   | 8   | 6   | 3   | 4   | 1   | 6   | 3   | Kiz | 1   | 7   | 56   |
| 4        | Jamie Green       | 6   | 5   | 1   | 5   | 1   | 6   | 3   | 4   | 8   | 10  | 3   | 52   |
| 5        | Bruno Spengler    | 4   | 3   | 9   | 6   | 2   | 5   | 7   | 6   | Ki  | 7   | 4   | 38   |
| 6        | Bernd Schneider   | 8   | 12  | 4   | 7   | 6   | 9   | 1   | 9   | 3   | 5   | 6   | 34   |
| 7        | Martin Tomczyk    | 5   | 2   | 17  | 4   | Ki  | 4   | Ki  | 5   | 4   | Ki  | 8   | 32   |
| 8        | Tom Kristensen    | 3   | Ki  | 3   | 16  | 7   | 3   | Ki  | 7   | 13  | 8   | 5   | 27   |
| 9        | Gary Paffett      | 7   | 11  | 12  | 10  | Kiz | 11  | 4   | 8   | 11  | 4   | 11  | 13   |
| 10       | Alexandre Prémat  | 11  | 9   | 8   | Kiz | 14  | Ki  | 14  | 10  | 6   | 3   | 13  | 10   |
| 11       | Mike Rockenfeller | 10  | 7   | 14  | 9   | 13  | 10  | 15  | 13  | 5   | 9   | 9   | 6    |
| 12       | Markus Winkelhock | 12  | 6   | 7   | Ki  | 11  | 8   | 9   | 11  | 12  | 11  | Ki  | 6    |
| 13       | Oliver Jarvis     | 9   | 15  | 5   | 8   | 12  | 17  | 13  | 12  | 9   | Ki  | 10  | 5    |
| 14       | Ralf Schumacher   | 14  | 10  | Ki  | 13  | 16  | 12  | 8   | 15  | 7   | Ki  | 14  | 3    |
| 15       | Mathias Lauda     | 15  | 13  | 16  | 12  | 8   | 13  | 10  | 16  | Ki  | 15  | Ki  | 1    |
| 16       | Maro Engel        | 17  | Ki  | 11  | 11  | 9   | 14  | Ki  | 17  | 15  | 14  | 12  | 0    |
| 17       | Christijan Albers | Ki  | 16  | 13  | 14  | Ki  | Ki  | 11  | 14  | 10  | 13  | Ki  | 0    |
| 18       | Susie Stoddart    | 16  | 14  | 15  | 17  | 10  | 15  | 12  | 19  | Ki  | 12  | Ki  | 0    |
| 19       | Katherine Legge   | 18  | 17  | 18  | 15  | 15  | 16  | Ki  | 18  | Ki  | 16  | Hn  | 0    |
| Helyezés | Versenyző         | HOC | OSC | MUG | EUR | NOR | ZAN | NUR | BRA | CAT | FRA | HOC | Pont |

### Csapatok
|   | Csapat                                      | Pont |
| - | ------------------------------------------- | ---- |
| 1 | Mercedes-Benz Bank AMG (HWA)                | 109  |
| 2 | Audi Sport Team Abt                         | 102  |
| 3 | Audi Sport Team Abt Sportsline              | 88   |
| 4 | Salzgitter/Originalteile AMG Mercedes (HWA) | 86   |
| 5 | Audi Sport Team Phoenix                     | 15   |
| 6 | Stern/Pixum AMG Mercedes (Persson)          | 14   |
| 7 | Audi Sport Team Rosberg                     | 12   |
| 8 | TRILUX/JungeSterne AMG Mercedes             | 3    |